# Contea di Longford
Longford (An Longfort in irlandese) è una piccola contea dell'Irlanda centrale, situata nel Leinster occidentale. Deve il suo nome alla cittadina omonima che ne è anche county town. È una delle contee più piccole della nazione, con un'area di 1091 km² e una popolazione di 31 068 persone.
L'economia della contea si basa quasi esclusivamente sull'agricoltura di patate e l'allevamento di bestiame, specialmente ovini.

## Toponomastica e Araldica civica
Il nome della contea è mutuato da quello del capoluogo. Longford è l'anglicizzazione dell'irlandese Longphort, parola a sua volta di origine norrena che indicava un luogo d'attracco delle navi vichinghe in un'insenatura marittima o, come nel caso in questione, lacustre o di fiume. Non desta meraviglia che Longford sia a ridosso dello Shannon, altamente navigabile.
Lo stemma della contea è uno scudo quadripartito giallo-blu con in alto un cane in corsa di profilo e in basso un castello. Gli elementi sono colorati per metà di un colore e per metà dell'altro, contrastando con lo sfondo dello stemma al contrario. Il simbolismo di questi elementi non è chiaro. Il motto, posto sotto lo stemma, reca in gaelico Daingean agus Dílis che significa "Forte e Fedele".
Un altro stemma, non usato dal Consiglio della Contea, viene a volte utilizzato per rappresentare la contea. Si tratta di uno scudo inquartato recante nel primo e nel quarto cantone un grifone rampante azzurro su sfondo bianco con ermellini, mentre nel secondo e terzo due cinghiali bianchi di profilo su fondo rosso.
I colori sportivi e sociali della contea sono il giallo ed il blu.
| Stemma completo con motto                          | Bandiera coi colori della contea                     | L'altro stemma della contea                                 |
| Stemma ufficiale completo con motto e intestazione | Bandiera coi colori sportivi e culturali di Longford | Stemma più antico utilizzato a volte per indicare la contea |

## Geografia fisica

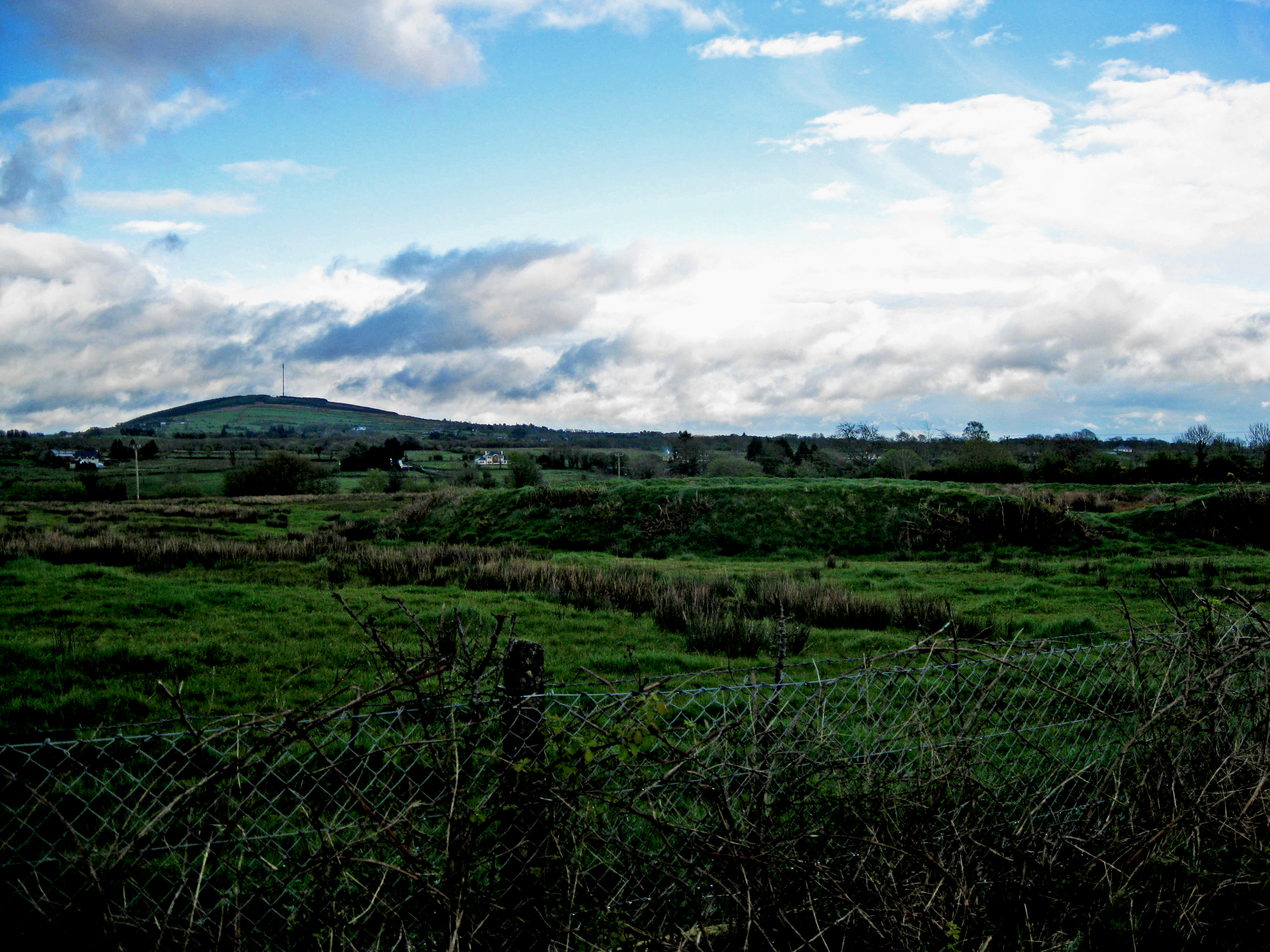
Carn Clonhugh, punto più elevato di Longford, in un tipico scorcio della contea

Longford è situata nelle midlands irlandesi, all'interno del bacino orientale dello Shannon, che fa anche da confine occidentale del territorio della contea. Un altro importante fiume, l'Erne, attraversa la contea a nord-est.
La regione è contraddistinta da numerosi specchi d'acqua, brughiere, paludi e pascoli, che compongono un territorio dolce e collinare: la cima più alta altri non è che il Carn Clonhugh di appena 279 m.
Con un territorio di 1091 km² ed una popolazione di 38 970 abitanti, Longford è la quarta contea più piccola d'Irlanda e la seconda meno abitata. Nella propria provincia è comunque quarta per superficie e quarta per popolazione.

## Storia
Il territorio che oggigiorno comprende la contea di Longford era tradizionalmente conosciuto come Annaly (Anghaile in gaelico), Tethbae o Teffia (Teabhtha in gaelico) e formava il territorio del clan Farrell. Dopo l'invasione normanna del XII secolo, Annaly fu assegnata a Hugh de Lacy, signore di Meath come parte dei propri possedimenti. Un insediamento inglese fu instaurato a Granard, con la fondazione di monasteri normanni cistercensi ad Abbeylara ed Abbeyshrule, e monasteri agostiniani ad Abbeyderg ed a Saints' Island, sulla sponda del Lough Ree. Rovine monastiche ad Ardagh, Abbeylara, Abbeyderg, Abbeyshrule, Inchcleraun Island nel Lough Ree ed Inchmore Island nel Lough Gowna sono testimonianze della tradizione storica e radicata cristiana nella contea.
Comunque nel XIV secolo, l'influenza inglese perse col tempo vigore. La cittadina di Granard fu saccheggiata da Edward Bruce e la sua armata nel 1315 e gli O'Farrells presto ripresero possesso del loro vecchio territorio.

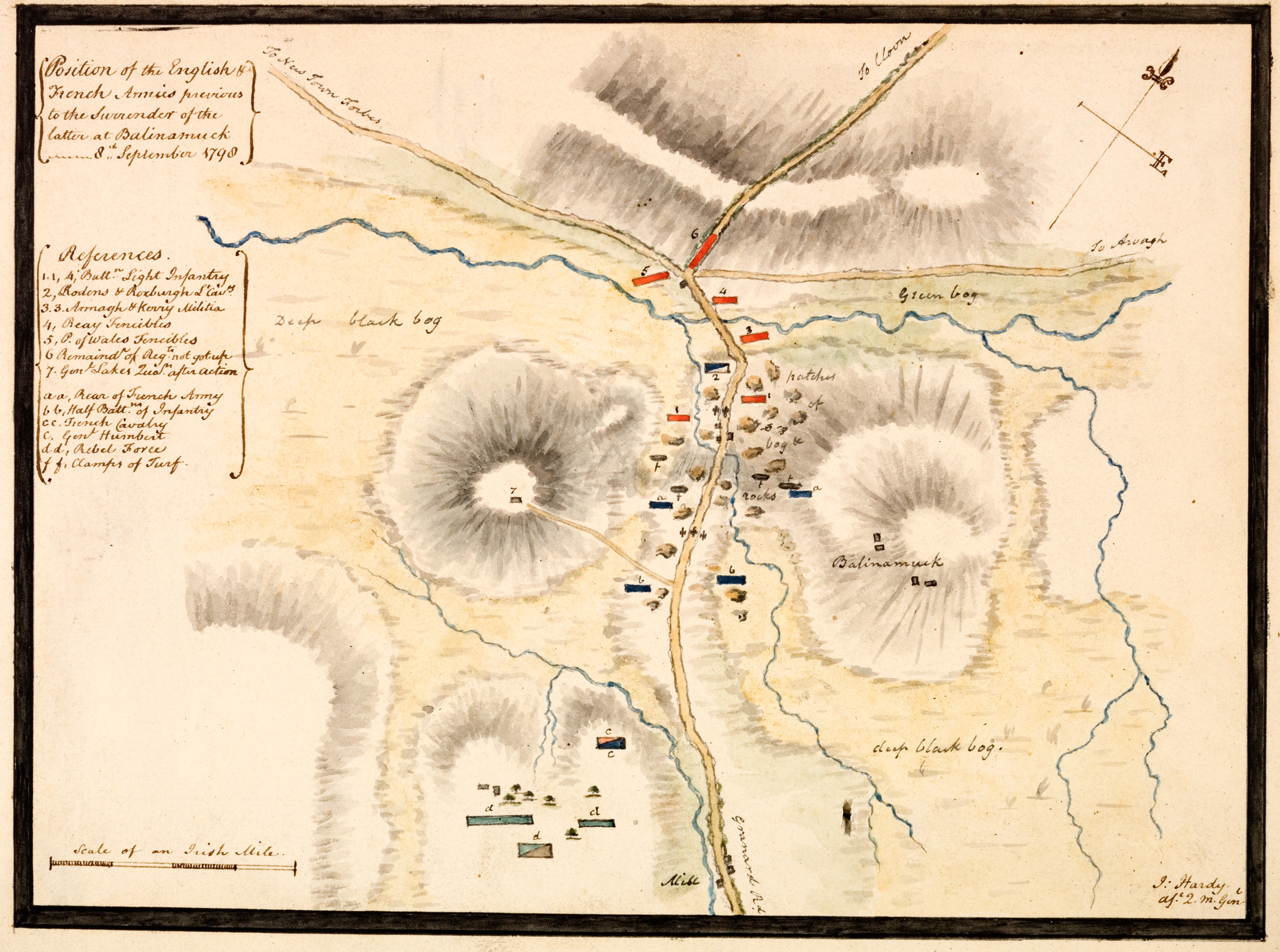
Mappa della battaglia di Ballinamuck del 1978

La contea fu ufficialmente creata nel 1586 durante il regno di Elisabetta I, ma la supremazia inglese non fu completamente affermata fino allo scoppio della Ribellione di Tyrone. La Contea di Longford fu inserita nel Leinster da Giacomo I nel 1608 (originariamente era considerata parte del Connacht) e suddivisa in sei baronie, con una definizione ufficiale dei confini. La contea fu colonizzata da proprietari terrieri inglesi e scozzesi nel 1620, con la confisca di gran parte delle terre degli O'Farrell passate ai nuovi proprietari. Il cambio di gestione delle terre fu completato durante le plantation degli anni cinquanta del 1600.
La contea si trovò al centro delle ribellioni del 1798 quando una forza armata francese guidata da Humbert, sbarcato a Killala, venne sconfitta nei paraggi del villaggio di Ballinamuck l'8 settembre da truppe inglesi guidata da Cornwallis. Considerevoli rappresaglie furono fatte scontare alla popolazione dai Britannici subito dopo la rivolta.
La contea fece nuovamente sentire il suo supporto patriottico durante la Guerra d'indipendenza irlandese quando la colonna North Longford, guidata da Seán Mac Eoin, divenne una delle unità più attive tra le forze irlandesi durante il conflitto.

## Geografia antropica

### Centri abitati
- Abbeylara
- Abbeyshrule
- Ardagh
- Aughnacliffe
- Ballinamuck
- Ballymahon
- Ballinalee
- Brickeens
- Cloondara
- Colehill
- Corboy-Tull
- Drumlish
- Edgeworthstown
- Ennybegs
- Granard
- Keenagh
- Kenagh
- Killashee
- Killoe
- Lanesborough
- Legan
- Lisryan
- Longford
- Moydow
- Moyne
- Mullinalaghta
- Newtowncashel
- Newtownforbes
- Taghshinny

## Sport
Longford è presente nel panorama GAA degli sport gaelici. La Longford GAA organizza competizioni di contea e giovanili di calcio gaelico e, in minor misura, di hurling (dove sono solo 3 i club locali a giocare). La squadra inter-county è una delle meno competitive del panorama nazionale anche a causa della poca popolazione locale, ma ha saputo comunque vincere nel 1968 un titolo provinciale, attestandosi sopra ad altre realtà del Leinster con più potenziale economico e di giocatori.
Anche il calcio è molto importante: il Longford Town Football Club è una squadra di prima fascia nel campionato irlandese e gioca spesso nella categoria maggiore. Il club, che gioca con divise rossonere a strisce verticali, ha vinto due coppe d'Irlanda nel 2003 e 2004.